# 稲星山
稲星山（いなぼしやま）は、大分県竹田市（旧久住町）にあり九重連山を形成する火山。標高1,774m。
九重連山の中でも特に主峰久住山と最高峰中岳に近接しており、久住山の東、中岳の南に位置する。